# Faixa de instabilidade
O termo não qualificado faixa de instabilidade geralmente se refere a uma região do Diagrama de Hertzsprung-Russell amplamente ocupada por várias classes relacionadas de estrelas variáveis pulsantes: Variáveis Delta Scuti, variáveis SX Phoenicis e estrelas Ap de oscilação rápida (roAps) perto da sequência principal; Variáveis RR Lyrae onde cruza o ramo horizontal; e as variáveis cefeidas onde cruza as supergigantes.
As variáveis RV Tauri também são frequentemente consideradas como estando na faixa de instabilidade, ocupando a área à direita das cefeidas mais brilhantes (em temperaturas mais baixas), uma vez que suas pulsações são atribuídas ao mesmo mecanismo.

## Posição no Diagrama de Hertzsprung-Russell

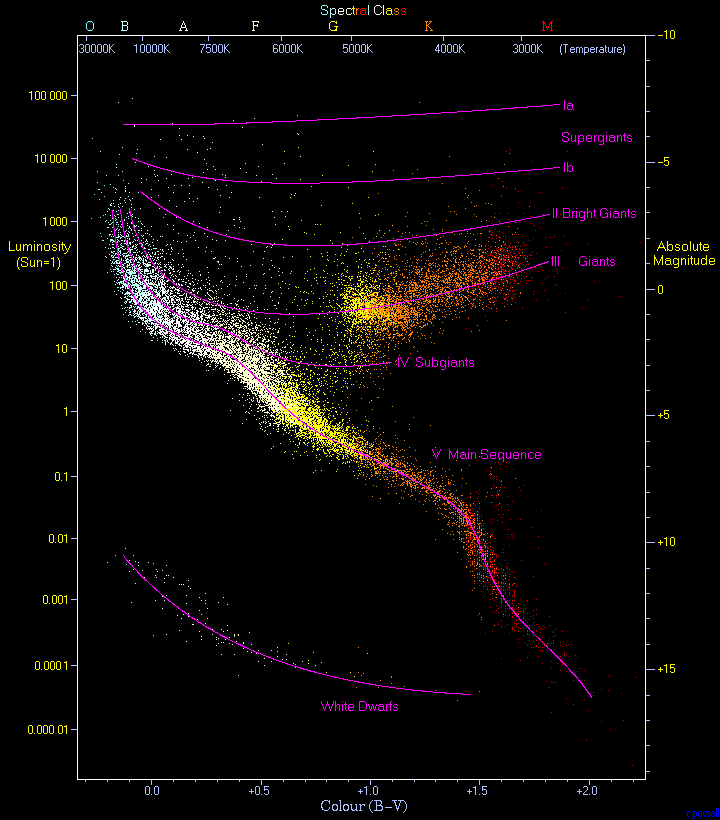
Este gráfico Hertzsprung-Russell mostra 22.000 estrelas do Catálogo Hipparcos e 1.000 estrelas de baixa luminosidade (anãs vermelhas e brancas) do Catálogo Gliese

O Diagrama de Hertzsprung-Russell representa a luminosidade real das estrelas em relação à sua temperatura efetiva (sua cor, dada pela temperatura de sua fotosfera). A faixa de instabilidade cruza a sequência principal (a banda diagonal proeminente que vai da esquerda superior para a direita inferior) na região das estrelas A e F (1–2 massa solar M☉) e se estende até G e início de K supergigantes brilhantes (M iniciais se, no mínimo, estrelas RV Tauri estão incluídas). Acima da sequência principal, a grande maioria das estrelas na faixa de instabilidade são variáveis. Onde a faixa de instabilidade cruza a sequência principal, a grande maioria das estrelas são estáveis, mas existem algumas variáveis, incluindo as estrelas Ap de oscilação rápida (roAps).

## Pulsações
Estrelas na faixa de instabilidade pulsam devido ao He III (hélio duplamente ionizado). Em estrelas A-F-G normais, ele é neutro na fotosfera estelar. Mais abaixo da fotosfera, em cerca de 25.000 K a 30.000 K, começa a camada de He II (primeira ionização de He). A segunda ionização (He III) começa em cerca de 35.000 K a 50.000 K.
Quando a estrela se contrai, a densidade e a temperatura da camada de He II aumentam. He II começa a se transformar em He III (segunda ionização). Isso faz com que a opacidade da estrela aumente e o fluxo de energia do interior da estrela seja efetivamente absorvido. A temperatura da estrela sobe e ela começa a se expandir. Após a expansão, He III começa a se recombinar em He II e a opacidade da estrela diminui. Isso diminui a temperatura de superfície da estrela. As camadas externas se contraem e o ciclo começa do início.
A mudança de fase entre as pulsações radiais de uma estrela e as variações de brilho depende da distância da zona He II da superfície estelar na atmosfera estelar.

## Outras estrelas pulsantes
Existem vários tipos de estrelas pulsantes não encontradas na faixa de instabilidade e com pulsações acionadas por diferentes mecanismos. Em temperaturas mais frias estão as estrelas AGB variáveis de longo período. Em temperaturas mais altas estão as variáveis Beta Cephei e PV Telescopii. Bem na borda da faixa de instabilidade perto da sequência principal estão as variáveis Gamma Doradus. A banda das anãs brancas tem três tipos de regiões distintas de variável: DOV, DBV e DAV (= variáveis ZZ Ceti) anãs brancas. Cada um desses tipos de variável pulsante tem uma faixa de instabilidade associada criada por regiões de ionização parcial de opacidade variável que não o hélio.
A maioria das supergigantes de alta luminosidade são um tanto variáveis, incluindo as variáveis Alpha Cygni. Na região específica das estrelas mais luminosas acima da faixa de instabilidade encontram-se as hipergigantes amarelas que têm pulsações e erupções irregulares. As variáveis luminosas azuis mais quentes podem estar relacionadas e mostrar variações espectrais e de brilho semelhantes de curto e longo prazo com erupções irregulares.